# Distretto di Agona Est
Il Distretto di Agona Est è uno dei 22 distretti amministrativi della Regione Centrale del Ghana. Il suo capoluogo è Nsaba.
Confina a sud con il Distretto di Gomoa Est, a nord-est con il Distretto di Akim Ovest nella Regione Orientale, a ovest con il Distretto di Awutu Senya Ovest e il Distretto di Agona Ovest.
Secondo il censimento del 2021, il distretto aveva 98 324 abitanti.

## Storia
Il distretto è stato istituito nel 2008, dopo la soppressione dell'ex Distretto di Agona, con lo scopo di garantire un'amministrazione efficace.